# Mahmundi
Marcela Vale, conocida por su nombre artístico Mahmundi (Río de Janeiro, 29 de julio de 1986), es una cantante y compositora brasileña. En su propio estilo, coquetea con la música electrónica, el indie, el lo-fi y la poesía brasileña reflexiva, así como con influencias de la música de los años 80. Incluso la compararon con Marina Lima y Rita Lee.

## Biografía y carrera
Nacida en las afueras de Río de Janeiro, antes del proyecto Mahmundi, Marcela era vocalista, guitarrista y compositora de la banda Velho Irlandês. Dejó la banda voluntariamente en octubre de 2010. También trabajó como técnica de audio en Circo Voador como una forma de ejercitar su talento musical, pero abandonó el espacio cultural para dedicarse a su EP.
Junto a Lucas de Paiva y Felipe Vellozo, surgió en enero de 2012 el proyecto Mahmundi. En este proyecto, Marcela se hizo cargo de la voz, guitarras, sintetizadores y parte de la producción. Y, intuitivamente, también tocaba un poco de batería y algún otro instrumento.
En marzo de 2012, lanzó de forma independiente el EP "Efeito das Cores", con la colaboración de Lucas de Paiva (producción) y Felipe Vellozo (bajista). En junio del mismo año, se lanzó físicamente el EP que contiene tres temas nuevos, entre ellos dos remixes y la canción "Efeito dos Dias".
En mayo de 2013 se lanzó la canción "Vem", posteriormente titulada "Vem {Selah}", uno de los temas de su segundo EP, "Setembro". Poco después, se lanzaron el video musical y el enlace para descargar gratis la canción.
En 2014, Mahmundi ganó el Premio Multishow de Música Brasileña en la categoría "Nueva Canción" (Superjurado) con el sencillo "Sentimento". En 2019, fue nominada al Grammy Latino, en la categoría Mejor Álbum Pop Contemporáneo en Lengua Portuguesa, con el álbum "Para Dias Ruins".

## Vida personal
Mahmundi proviene de una familia cristiana (evangélica) de los suburbios de Río de Janeiro, y dice que aún hoy tiene "algunos tabúes religiosos y una angustia que no sabe de dónde viene". Dice que debido a las restricciones religiosas de su familia, no le permitían escuchar música que no fuera "de la iglesia", y que aprovechaba los momentos en que iba a casas de amigos para escuchar la radio (de donde vendría su "influencia ochentera").
Mahmundi dice que sólo después de firmar un contrato con Universal Music comenzó a "comprender verdaderamente la música brasileña", ya que había crecido escuchando y cantando góspel, "que está muy influenciado por la cultura estadounidense". Comenzó a producir música en 2003, utilizando computadoras en cibercafés y casas de conocidos; sólo en 2014 compró su primera computadora y dice que el sentimiento de comunión que tenía al participar en las actividades de la iglesia, lo encuentra hoy cuando actúa frente a su audiencia:

La iglesia era un lugar donde tocaba, cantaba, me sentía parte de una comunidad. Hay mucho de eso de servir, de trabajar por cosas más grandes. Todavía traigo este desapego de mí parte para hacer canciones, para hacer música para la gente. Y cuando se lo preparo, también me alimento de ello.

En una entrevista de octubre de 2019, la cantante no se negó a hablar de su orientación sexual y definir su identidad como mujer negra, proveniente de la clase trabajadora:

Soy una mujer negra, periférica, bisexual, del suburbio de Río. Vengo de una familia con mujeres domésticas muy trabajadoras, que me hicieron ver la vida de mejor manera. Soy una hija adoptiva. Hay varios aspectos como este que cruzan historias. Cada vez que viajo por Brasil, me encuentro con varias chicas periféricas, negras, lesbianas, bi, heterosexuales, gordas, blancas, delgadas, mujeres diferentes... Estas son las historias de mujeres brasileñas que pasan por algunos contratiempos, algunas cosas muy innecesarias.

## Controversias
En mayo de 2019, el nombre de Mahmundi estuvo involucrado en una denuncia relativa a la empresa carioca de confección "Loja Três", que presuntamente cometió "racismo, gordofobia, acoso moral y violaciones laborales" contra sus empleados. Aunque la cantante no estuvo implicada personalmente, las acusaciones surgieron luego de que grabara dos videos musicales para la empresa, utilizando la letra de su canción Tempo para amar. En la producción de los videos, que contaron con la participación de empleadas de "Loja Três", ellas denunciaron haber sido objeto de vergüenza y humillación por parte de sus superiores, situaciones que serían comunes en el día a día de su trabajo en la empresa. Según el informe, "Loja Três" negó todas las acusaciones y dice que cumple con todas las obligaciones laborales.

## Discografía[29]
Álbumes de estudio
- 2016: Mahmundi
- 2018: Para Dias Ruins
- 2020: Mundo Novo

Extended plays (EPs)
- 2012: Efeito das Cores
- 2013: Setembro

Sencillos
| Año  | Título          | Mejor posición | Álbum               |
| Año  | Título          | BRA            | Álbum               |
| ---- | --------------- | -------------- | ------------------- |
| 2013 | "Calor do Amor" | —              | Efeito das Cores    |
| 2015 | "Sentimento"    | —              | Mahmundi            |
| 2015 | "Eterno Verão"  | —              | Mahmundi            |
| 2016 | "Hit"           | —              | Mahmundi            |
| 2017 | "Imagem"        | 65             | Para Dias Ruins     |
| 2018 | "Tempo de Amar" | 35             | Para Dias Ruins     |
| 2018 | "Outono"        | 86             | Para Dias Ruins     |
| 2018 | "Qual é a Sua"  | —              | Para Dias Ruins     |
| 2018 | "Cariocas"      | 28             | Nada Ficou No Lugar |
| 2020 | "Sem Medo"      | —              | Mundo Novo          |
| 2020 | "Sangue Latino" | —              |                     |